# Еспен Йонсен
Еспен Йонсен (норв. Espen Johnsen, нар. 20 грудня 1979, Крістіансанн, Норвегія) — норвезький футболіст, воротар.

## Клубна кар'єра

### «Вігор» та «Старт»
Розпочав свою кар'єру у «Вігора», а в 1998 році перейшов до «Старту». Наступного року сприяв підвищенню команди в Елітесеріен. 9 квітня 2000 року дебютував у місцевому вищому дивізіоні, вийшовши в стартовому складі програному (2:4) поєдинку проти «Брюне». Залишався в команді до кінця сезону, який закінчився вилетом «Старту» в Перший дивізіон.

### «Русенборг»
У 2001 році перейшов до «Русенборга». У футболці нового клубу дебютував 13 червня того ж року в переможному (4:0) домашньому поєдинку другого раунду кубку Норвегії проти «Стейнг'єра», в якому з'явився на полі зі стартових хвилин. Вперше у чемпіонаті Норвегії зіграв 4 серпня, в переможному (6:0) поєдинку проти «Мосса». Однак у перші два роки свого перебування в команді грав обмежену кількість матчів.
У 2003 році основний воротар Арні Гейтур Арасон повідомив, що не збирається продовжувати контракт з клубом, а тому новий головний тренер «Русенборга» Оге Гарейде заявив, що новим основним воротарем стане Еспен. Наступного року клуб запросив Івар Роннінгена, але Йонсен зберіг своє місце в основі як у 2004, так і в 2005 роках.
У сезоні 2006 року Йонсен став третім воротарем, поступившись місцем у команді Ларсу Гіршфельду та Александеру Люнду Гансену. Протягом сезону виступав лише в матчах національного кубку. У серпні того ж року побував на перегляді в «Лідс Юнайтед», але британський клуб вирішив не підписувати контракту з норвезьким воротарем. Таким чином, Еспен залишив «Русенборг» наприкінці 2006 року, залишивши чотири виграні чемпіонати (2001, 2002, 2003 та 2004) та один кубок Норвегії (2003).

### «Стромсгодсет» та нетривале повернення в «Русенборг»
Напередодні початку сезону 2007 року Йонсен перейшов в оренду до «Стромсгодсета», а новий клуб залишив за собою право першочерговий викуп гравця. Дебютував за нову команду 9 квітня в переможному (2:1) домашньому поєдинку проти «Одд Грьонланн». Протягом першого сезону в новій команді зіграв 26 матчів у всіх змаганнях. Однак «Стромсгодсет» не скористався своїм правом викупити гравця, але «Русенборг» знову віддав Еспена в оренду до вище вказаного клубу. Наступного сезону знову став гравцем стартового складі, провів ще 26 матчів, перш ніж повернутися в «Русенборг».
Повернувшись до Тронгейму, Йонсен, як очікувалося, повинен був змагатися за місце у старті з Руне Алменнінг Ярштейном та Александером Люнд Гансеном, але переніс дві операції на колінах, через що не грав протягом усього сезону. Коли термін дії контракту закінчувався наприкінці 2009 року, керівництво «Русенборгу» вирішив не пропонувати йому нової угоди.

### Повернення на поле
У 2015 році відновив футбольну кар'єру, виступаючи за «Рандесунд» у Третьому дивізіоні Норвегії.

## Кар'єра в збірній
На юнацько-молодіжному рівні представляв Норвегію у командах U-15, U-16, U-17, U-18, U-20 та U-21. Також виступав за Другу збірну Норвегії. У молодіжній збірній Норвегії дебютував 22 лютого 2000 року, вийшовши у стартовому складі в переможному (1:0) поєдинку проти Фінляндії.
У сезоні 2003 року (першого, в якому Еспен став основним воротарем «Русенборга») отримав виклик до національної збірної. Дебютував у збірній Норвегії 22 травня, замінивши в перерві Фроде Ольсена в переможному (2:0) товариському матчі проти Фінляндії.

## Особисте життя
Еспен навчається на ступінь Доктора Медицини в Норвезькому університеті науки і техніки в Трондгеймі, Норвегія. Проживаючи в Крістіансенді, він навчався в університетському коледжі Агдера, де здав іспит з християнських студій. Активний член Вільної євангелічно-лютеранської церкви Норвегії.
Станом на 20189 рік працював лікарем у першій команді «Старту»

## Статистика виступів

### Клубна
Станом на 7 червня 2016.
| Сезон                     | Клуб                      | Чемпіонат                 | Чемпіонат | Чемпіонат | Нац. кубок | Нац. кубок | Нац. кубок | Єврокубки | Єврокубки | Єврокубки | Суперкубок | Суперкубок | Суперкубок | Загалом | Загалом |
| Сезон                     | Клуб                      | Змаг.                     | Матчі     | Голи      | Змаг.      | Матчі      | Голи       | Змаг.     | Матчі     | Голи      | Змаг.      | Матчі      | Голи       | Матчі   | Голи    |
| ------------------------- | ------------------------- | ------------------------- | --------- | --------- | ---------- | ---------- | ---------- | --------- | --------- | --------- | ---------- | ---------- | ---------- | ------- | ------- |
| 1997                      | «Вігор»                   | 2Д                        | ?         | -?        | КН         | ?          | -?         | -         | -         | -         | -          | -          | -          | ?       | -?      |
| 1998                      | «Старт»                   | 1Д                        | 0         | 0         | КН         | ?          | -?         | -         | -         | -         | -          | -          | -          | ?       | -?      |
| 1999                      | «Старт»                   | 1Д                        | 21        | -?        | КН         | 1          | -1         | -         | -         | -         | -          | -          | -          | 22      | -?      |
| 2000                      | «Старт»                   | ЕС                        | 22        | -53       | КН         | ?          | -?         | -         | -         | -         | -          | -          | -          | 22+     | -?      |
| Загалом за «Старт»        | Загалом за «Старт»        | Загалом за «Старт»        | ?         | -?        |            | ?          | -?         |           | -         | -         |            | -          | -          | ?       | -?      |
| 2001                      | «Русенборг»               | ЕС                        | 2         | -1        | КН         | 2          | -2         | ЛЧУ       | 0         | 0         | -          | -          | -          | 4       | -3      |
| 2002                      | «Русенборг»               | ЕС                        | 2         | -1        | КН         | 2          | 0          | ЛЧУ       | 0         | 0         | -          | -          | -          | 4       | -1      |
| 2003                      | «Русенборг»               | ЕС                        | 25        | -25       | КН         | 7          | -4         | ЛЧУ+КУ    | 4+5       | -4        | -          | -          | -          | 41      | -33     |
| 2004                      | «Русенборг»               | ЕС                        | 26        | -34       | КН         | 4          | -7         | ЛЧУ       | 10        | -17       | -          | -          | -          | 40      | -58     |
| 2005                      | «Русенборг»               | TC                        | 21        | -34       | КН         | 2          | -1         | ЛЧУ+КУ    | 8+2       | -18       | -          | -          | -          | 33      | -53     |
| 2006                      | «Русенборг»               | ЕС                        | 0         | 0         | КН         | 1          | 0          | -         | -         | -         | -          | -          | -          | 1       | 0       |
| 2007                      | «Стромсгодсет»            | ES                        | 22        | -39       | CN         | 4          | -7         | -         | -         | -         | -          | -          | -          | 26      | -46     |
| 2008                      | «Стромсгодсет»            | ЕС                        | 24        | -40       | КН         | 2          | -6         | -         | -         | -         | -          | -          | -          | 26      | -46     |
| Загалом за «Стромсгодсет» | Загалом за «Стромсгодсет» | Загалом за «Стромсгодсет» | 46        | -79       |            | 6          | -13        |           | -         | -         |            | -          | -          | 52      | -92     |
| 2009                      | «Русенборг»               | ES                        | 0         | 0         | КН         | 0          | 0          | ЛЄУ       | 0         | 0         | -          | -          | -          | 0       | 0       |
| Загалом за «Русенборг»    | Загалом за «Русенборг»    | Загалом за «Русенборг»    | 76        | -95       |            | 18         | -14        |           | 29        | -39       |            | -          | -          | 123     | -148    |
| 2015                      | «Рандесунд»               | 3Д                        | ?         | -?        | КН         | ?          | -?         | -         | -         | -         | -          | -          | -          | ?       | -?      |
| 2016                      | «Рандесунд»               | 3Д                        | ?         | -?        | CN         | ?          | -?         | -         | -         | -         | -          | -          | -          | ?       | -?      |
| Загалом за «Рандесунд»    | Загалом за «Рандесунд»    | Загалом за «Рандесунд»    | ?         | -?        |            | ?          | -?         |           | -         | -         |            | -          | -          | ?       | -?      |
| Усього                    | Усього                    | Усього                    | 67        | 0         |            | 7          | 0          |           | 6         | 0         |            | -          | -          | 80      | 0       |

### У збірній
| Дата       | Місто         | Господарі            | Результат | Гості      | Турнір            | Голи | Примітки |
| ---------- | ------------- | -------------------- | --------- | ---------- | ----------------- | ---- | -------- |
| 22-5-2003  | Осло          | Норвегія             | 2 – 0     | Фінляндія  | товариський матч  | -    |          |
| 20-8-2003  | Осло          | Норвегія             | 0 – 0     | Шотландія  | товариський матч  | -    |          |
| 6-9-2003   | Зениця        | Боснія і Герцеговина | 1 – 0     | Норвегія   | Відбір до ЧЄ 2004 | -1   |          |
| 10-9-2003  | Осло          | Норвегія             | 0 – 1     | Португалія | Відбір до ЧЄ 2004 | -1   |          |
| 11-10-2003 | Осло          | Норвегія             | 1 – 0     | Люксембург | Відбір до ЧЄ 2004 | -    |          |
| 15-11-2003 | Валенсія      | Іспанія              | 2 – 1     | Норвегія   | Відбір до ЧЄ 2004 | -2   |          |
| 19-11-2003 | Осло          | Норвегія             | 0 – 3     | Іспанія    | Відбір до ЧЄ 2004 | -3   |          |
| 28-4-2004  | Осло          | Норвегія             | 3 – 2     | Росія      | товариський матч  | -2   |          |
| 4-9-2004   | Палермо       | Італія               | 2 – 1     | Норвегія   | Відбір до ЧС 2006 | -2   |          |
| 22-1-2005  | Ель-Кувейт    | Кувейт               | 1 – 1     | Норвегія   | товариський матч  | -1   |          |
| 25-1-2005  | Ріффа         | Бахрейн              | 0 – 1     | Норвегія   | товариський матч  | -    |          |
| 28-1-2005  | Амман         | Йорданія             | 0 – 0     | Норвегія   | товариський матч  | -    |          |
| 9-2-2005   | Та-Калі       | Мальта               | 0 – 3     | Норвегія   | товариський матч  | -    |          |
| 20-4-2005  | Таллінн       | Естонія              | 1 – 2     | Норвегія   | Відбір до ЧС 2006 | -1   |          |
| 26-5-2005  | Осло          | Норвегія             | 1 – 0     | Коста-Рика | товариський матч  | -    |          |
| 8-6-2005   | Стокгольм     | Швеція               | 2 – 3     | Норвегія   | товариський матч  | -2   |          |
| 26-1-2006  | Сан-Франциско | Мексика              | 2 – 1     | Норвегія   | товариський матч  | -2   |          |
| 29-1-2006  | Карсон        | США                  | 5 – 0     | Норвегія   | товариський матч  | -5   |          |
| Усього     |               | Матчів               | 18        |            | Голів             | -22  |          |

## Досягнення

### Клубні
«Русенборг»
- Елітесеріен
  -  Чемпіон (4): 2001, 2002, 2003, 2004

- Кубок Норвегії
  -  Володар (1): 2003

### Індивідуальні
- Найкращий воротар чемпіонат Норвегії (1): 2003